# TOI-1853 b
TOI-1853 b は、地球からうしかい座の方向に約540光年離れた位置にあるK型主系列星 TOI-1853 を公転している太陽系外惑星である。大きさの割に質量が大きく、密度が異様に大きい惑星として知られている。

## 発見と名称
TOI-1853 b は、アメリカ航空宇宙局 (NASA) によって2018年に打ち上げられたTESS（トランジット系外惑星探索衛星）によるトランジット法での観測から存在する可能性が浮上し、TESS object of interest (TOI) における TOI-1853.01 という名称が2020年に付与された。その後、ローマ・ラ・サピエンツァ大学の研究者である Luca Naponiello らの研究チームによる分析とフォローアップ観測から、TOI-1853.01 が実際に存在する惑星であると確かめられ、現在の TOI-1853 b という名称に改められた。この研究結果は、2023年8月30日付で科学雑誌ネイチャーに掲載された。
また、主星 TOI-1853 に惑星が存在する可能性が示される前からTESSの観測対象である恒星がまとめられたカタログである TESS Input Catalog (TIC) における名称であるTIC 73540072 に沿って、TOI-1853 b は TIC 73540072 b とも呼称されている。

## 特徴
| 海王星 | TOI-1853 b |
| ------ | ---------- |
| 海王星 | Exoplanet  |

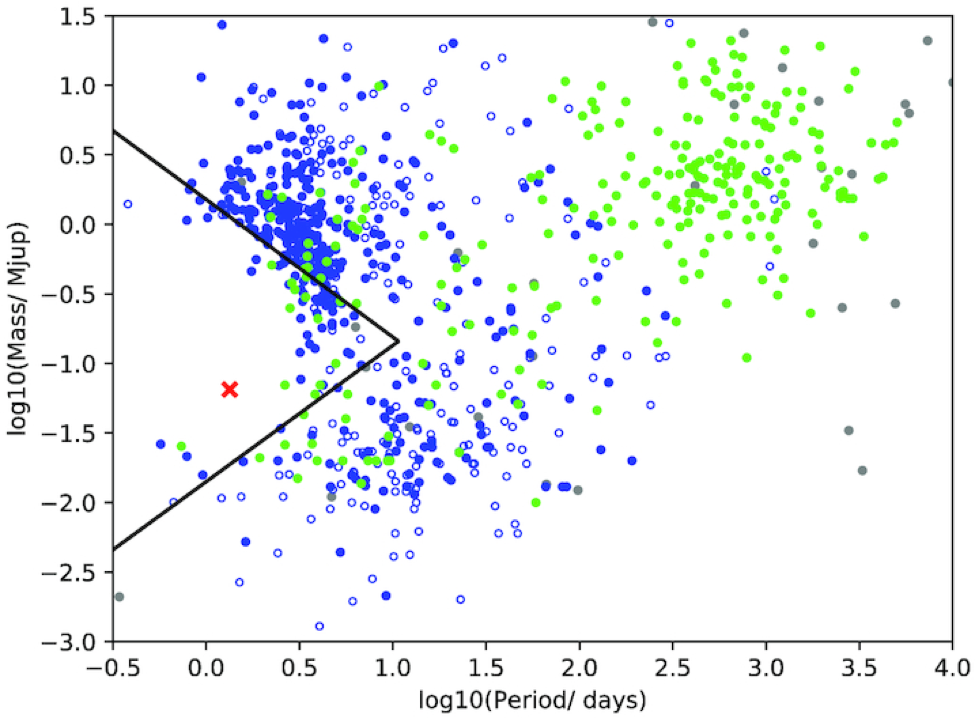
惑星の質量と公転周期の分布を示した図。ほとんど惑星が分布していないネプチュニアン砂漠が黒い三角の領域で表されている。赤い×印は、TOI-1853 b と特性が似ている別の太陽系外惑星NGTS-4bを示している。

TESSによるトランジット観測の分析から、TOI-1853 b の大きさは地球の約3.46倍であると求められており、これは地球の約3.88倍の大きさを持つ海王星よりもやや小さい程度である。主星からの軌道長半径はわずか約 0.02 au（約320万 km）で、公転周期は30時間弱しかないため、表面の平衡温度は 1,200 ℃ 以上に達している。それまで発見されている太陽系外惑星の中で、TOI-1853 b ほど主星に近い軌道を公転している惑星は大きさが地球の2倍以下の地球型惑星か木星のような巨大ガス惑星（ホット・ジュピター）が多く知られているが、海王星ほどの大きさの惑星はほとんど発見されていないことが知られており、この海王星程度の大きさの惑星がほとんど存在していない領域はネプチュニアン砂漠と呼ばれている。TOI-1853 b はこのネプチュニアン砂漠の中間に位置していると考えられている。
ラ・パルマ島にあるロケ・デ・ロス・ムチャーチョス天文台の国立ガリレオ望遠鏡に設置されているHARPS-Nのフォローアップ観測において観測された、TOI-1853 b による主星 TOI-1853 の視線速度変化に基づくと、TOI-1853 b は地球の約73倍の質量を持っていると計算されている。TOI-1853 b はこの程度の大きさを持っている惑星としては異様なほど質量が大きく、ほぼ同じ大きさである海王星（地球の17.15倍）の約4.3倍に達しており、これはむしろ土星の質量（地球の95.16倍）に近い。大きさの割に質量が大きいことから計算される密度も非常に高く、地球の約2倍に相当する 9.74 g/cm3 に達しており、表面の重力の大きさも地球表面の6倍以上となっている。このことから、TOI-1853 b には非常に多量の重元素が含まれていると考えられているが、最大で質量の 1% を占める水素やヘリウムから構成されたエンベロープ（外周物質）で覆われている可能性や岩石と水が半分ずつの割合で含まれている可能性も示されている。

## 起源
TOI-1853 b のような特性を持った惑星がネプチュニアン砂漠に存在しているのは従来の惑星形成理論では説明ができないと2023年に研究結果を公表した研究チームを率いた Luca Naponiello は述べており、彼らの研究では2通りの TOI-1853 b の形成シナリオを提唱されている。まず1つは、水を多く含んだスーパーアース同士が 75 km/s を超える速度で衝突したことで現在の TOI-1853 b が形成されたとする仮説で、もう1つは原始惑星系円盤との相互作用で軌道が歪んだガス惑星が周期的に主星に大きく接近することで潮汐加熱が発生し、その後、主星に近い現在の軌道にまで移動してきたことで大気が散逸し、中心部の高密度な核が露出したものが現在の TOI-1853 b であるとする仮説である。前者の仮説が正しい場合、スーパーアース同士の衝突で元々表面にあった大気や水が散逸し、主に高密度な岩石が残ったということになり、TOI-1853 系にはそのとき衝突したもう一つの惑星が現在も存在している可能性がある。一方で後者の仮説が正しい場合、元々偏心していた軌道は、主星との潮汐力の影響で時間の経過により徐々に軌道が真円に近づくとされており、離心率が0.03未満と極めて真円に近い現在の TOI-1853 b の軌道を上手く説明することが出来る。